# Wolf Gutjahr
Wolf Gutjahr (* 1968) ist ein deutscher Szenograph, Bühnenbildner und Hochschullehrer.

## Leben
Wolf Gutjahr wuchs in München auf. Nach einer Schreinerlehre assistierte er am Schauspielhaus Bochum, an der Oper Frankfurt sowie bei der Toneelgroep Amsterdam und studierte von 1992 bis 1997 Szenografie (Diplom) an der Staatlichen Hochschule für Gestaltung Karlsruhe bei Johannes Schütz, Theresia Birkenhauer, Hans Belting und Günther Förg.
Seit 1995 ist Gutjahr international als Szenograf, Bühnenbildner und Kostümbildner für Musiktheater und Schauspiel tätig.
Wolf Gutjahr konzipiert und realisiert dramaturgisch strukturierte, szenisch-performative Arbeitsräume. Diese existieren nicht als künstlerischer Selbstzweck, sondern formulieren orts- und medienspezifische interdisziplinäre sowie transdisziplinäre Plattformen für gestalterische, künstlerische und mediale Ausdrucksformen.
Er entwarf Bühnenräume und Szenographien u. a. für die Theater Theater Basel, Staatstheater Braunschweig, Neuköllner Oper Berlin, Stadttheater Bern, Schauspiel Bonn, Theater Bremen, Stadttheater Bremerhaven, Theater Chemnitz, Theater Dortmund, Schauspiel Essen, Theater Freiburg, Schauspielhaus Graz, Oper Halle, Thalia Theater Hamburg, schauspielhannover, Theater Heidelberg, Festspielhaus Hellerau, Stadttheater Hildesheim, Teatr Russkoij Drami Kiew / UA, Junges Kollektiv MusikTheater Karlsruhe, ZKM Zentrum für Kunst und Medien Karlsruhe, Theater Koblenz, Theater Konstanz, Theater Krefeld-Mönchengladbach, Centraltheater Leipzig, Theater Lübeck, freiekammespiele Magdeburg, Theater Magdeburg, Staatstheater Mainz, Staatstheater Meiningen, Theater Münster, Theater Oberhausen, Theater Osnabrück, Hans Otto Theater Potsdam, Theater Regensburg, Staatstheater Saarbrücken, Staatstheater Schwerin, Vertebra Theatre Shanghai, JES Junges Ensemble Stuttgart, Staatstheater Stuttgart, Aurinkoballetti Turku / FIN, Volkstheater Wien, Staatstheater Wiesbaden, Theater Winkelwiese Zürich, Schauspiel Dortmund und Oper Halle.
Seine Produktionen wurden mehrfach ausgezeichnet und u. a. zur Bonner Biennale, den Internationale Schillertage Mannheim, dem Heidelberger Stückemarkt, den Mülheimer Theatertage „Stücke“, dem Beijing International Art Festival und zu den Salzburger Festspiele eingeladen.
Die Zeitschrift Theater heute nominierte ihn 2012 und 2015 als Bühnenbildner des Jahres, 2018 durch Die deutsche Bühne und 2019 durch Opernwelt.
Gutjahr hatte die Kreativdirektion (ADAM-Award 2001 in Silber) für den EXPO 2000-Pavillon des Bundesministeriums für Verkehr, Bau- und Wohnungswesen im Auftrag der Agentur Milla & Partner Stuttgart inne.
Von 2007 bis 2011 war er als Gastdozent an dem Karlsruher Institut für Technologie und der Staatlichen Hochschule für Gestaltung Karlsruhe tätig.
Wolf Gutjahr ist seit 2013 Professor für Szenografie, Szenischer Raum und Gestaltungsgrundlagen an der Hochschule Mainz.
Er ist Mitglied der Auswahlkommission Architektur Weltweit des Deutschen Akademischen Austauschdienstes DAAD und des Stiftungsrates des Hauses des Erinnerns – für Demokratie und Akzeptanz Mainz.